# Hans Reddemann
Hans Reddemann (* 4. März 1934 in Gützkow) ist ein deutscher Pädiater in Greifswald.

## Leben
Hans Reddemann ist der Sohn eines Lehrers, der aus Greifenhagen in Pommern stammte. Er besuchte Schulen in Stettin und Pripsleben und absolvierte 1949–1952 eine Lehre in der Stellmacherei. Danach machte Reddemann an der Arbeiter-und-Bauern-Fakultät in Greifswald sein Abitur. Von 1955 bis 1960 studierte er an der Universität Rostock Medizin. 1962 wurde er dort zum Dr. med. promoviert. 1962–1967 zum Facharzt für Kinderheilkunde ausgebildet und seit 1968 Oberarzt, habilitierte er sich 1972. 1977 wurde Reddemann Hochschuldozent und 1982 a.o. Professor für Kinderheilkunde in Greifswald. Ab 1985 leitete er die Abteilung Hämatologie und Onkologie der Greifswalder Universitätskinderklinik.
Reddemann wurde Mitglied zahlreicher medizinischer Gesellschaften. Von 1990 bis 1997 war er Vorsitzender des Tumorzentrums Greifswald. Seit dem Jahr 2000 ist Reddemann auch Mitglied der Gesellschaft für pommersche Geschichte, Altertumskunde und Kunst. Am 21. Mai 2004 erhielt er den Pommerschen Kulturpreis. Neben medizinischen Publikationen veröffentlichte Reddemann Schriften zur Medizingeschichte in Pommern. Eingehend befasst hat er sich mit dem Alten Friedhof (Greifswald).

## Schriften
- Akute Blutung als Notfall im Kindesalter. Springer, Berlin New York 1992.
- Berühmte und bemerkenswerte Mediziner aus und in Pommern. Thomas Helms Verlag, Schwerin 2003, ISBN 978-3-935749-24-4.
- Der denkmalgeschützte Alte Friedhof in der Universitäts- und Hansestadt Greifswald. Eine kulturhistorische Stätte mit zahlreichen Grabmalen bedeutender Persönlichkeiten der Hansestadt und der Ernst-Moritz-Arndt-Universität Greifswald, 3 Bände, Greifswald 2009 u. 2012. ISBN 978-3-00-027660-6.